# Rafa'el Edri
Rafa'el Edri (hebrejsky רפאל אדרי‎; 10. září 1937 – 22. června 2024) byl izraelský politik a poslanec Knesetu za stranu Ma'arach a Stranu práce.

## Biografie
Narodil se 10. září 1937 v Casablance v Maroku. V roce 1956 přesídlil do Izraele. Sloužil v izraelské armádě. Vystudoval Ústřední správní školu v Jeruzalémě. Pracoval pak jako ředitel společnosti. Hovoří hebrejsky, španělsky, francouzsky a arabsky.

## Politická dráha
Předsedal Světovému shromáždění Židů z Maghrebu v Izraeli. Byl ředitelem podniku Šikun Ovdim a zasedal ve vedení stavební společnosti Solel Bone. Jako člen Strany práce byl starostou města Chacor ha-Glilit.
V izraelském parlamentu zasedl poprvé po volbách v roce 1981, v nichž kandidoval za stranu Ma'arach, do níž se tehdy sdružila i Strana práce. Byl členem výboru pro ekonomické záležitosti. Mandát obhájil po volbách v roce 1984, stále za formaci Ma'arach. Zastával post předsedy výboru House Committee a zvláštního výboru pro zákon o místních samosprávách. Kromě toho působil coby předseda poslaneckého klubu své strany a jako parlamentní mluvčí koalice. Opětovně byl zvolen ve volbách v roce 1988, zase za Ma'arach. Stal se pak členem výboru pro ekonomické záležitosti a výboru finančního.
Zvolení se dočkal i ve volbách v roce 1992, nyní už za samostatně kandidující Stranu práce. Byl pak členem finančního výboru. Do Knesetu se dostal i ve volbách v roce 1996. Opět usedl ve finančním výboru. V těchto dvou posledních funkčních obdobích rovněž držel post místopředsedy Knesetu.
Má za sebou i vládní posty. V letech 1988–1990 byl ministrem bez portfeje a v březnu 1990 zastával po několik dnů post ministra životního prostředí.